# Тшцянне
Тшцянне (пол. Trzcianne; устар. Тростяны) — деревня в Польше, входит в состав Монькского повята Подляского воеводства. Административный центр гмины Тшцянне. Находится примерно в 10 км к юго-западу от города Моньки. По оценке 2015 года, в деревне проживало примерно 545 человек. Есть католический костёл (1846) и еврейское кладбище.

## История
Бывшее еврейское местечко. К концу XIX века местечко Тростяны входило в состав Белостокского уезда Гродненской губернии. Была развита торговля щетиной и хлебом. Действовала щёточная фабрика, имелась почта и телеграф. По данным переписи 1897 года насчитывалось 2313 жителя, среди них 2276 евреев.